# مايك براين
مايكل كارل أو مايك براين (مواليد 29 أبريل 1978) لاعب كرة مضرب أمريكي محترف؛ احترف اللعبة عام 1998 وهو من اللاعبين الذين يستخدمون اليد اليمنى. أصبح مع أخيه التوأم بوب براين الفريق رقم 1 في العالم في مباريات زوجي التنس. حقق الأخوان ذهبية مسابقة الزوجي في أولمبياد لندن 2012
حاز الميدالية البرونزية في أولمبياد بيكين 2008 في مسابقة زوجي الرجال مع شقيقه بوب براين، وحاز الميدالية الذهبية في نفس المسابقة في أولمبياد لندن 2012> كما حاز الميدالية البرونزية في مسابقة الزوجي المختلط مع ليزا راموند في أولمبياد لندن 2012.

## روابط خارجية
- مايك براين على موقع رابطة محترفي التنس (الإنجليزية)
- مايك براين على موقع الاتحاد الدولي لكرة المضرب (الإنجليزية)
- مايك براين على موقع كأس ديفيز (الإنجليزية)
- مايك براين على موقع خلاصة التنس.كوم (الإنجليزية)
- مايك براين على موقع إي إس بي إن.كوم (الإنجليزية)
- مايك براين على موقع أوليمبيديا (الإنجليزية)